# Bajan (1900)

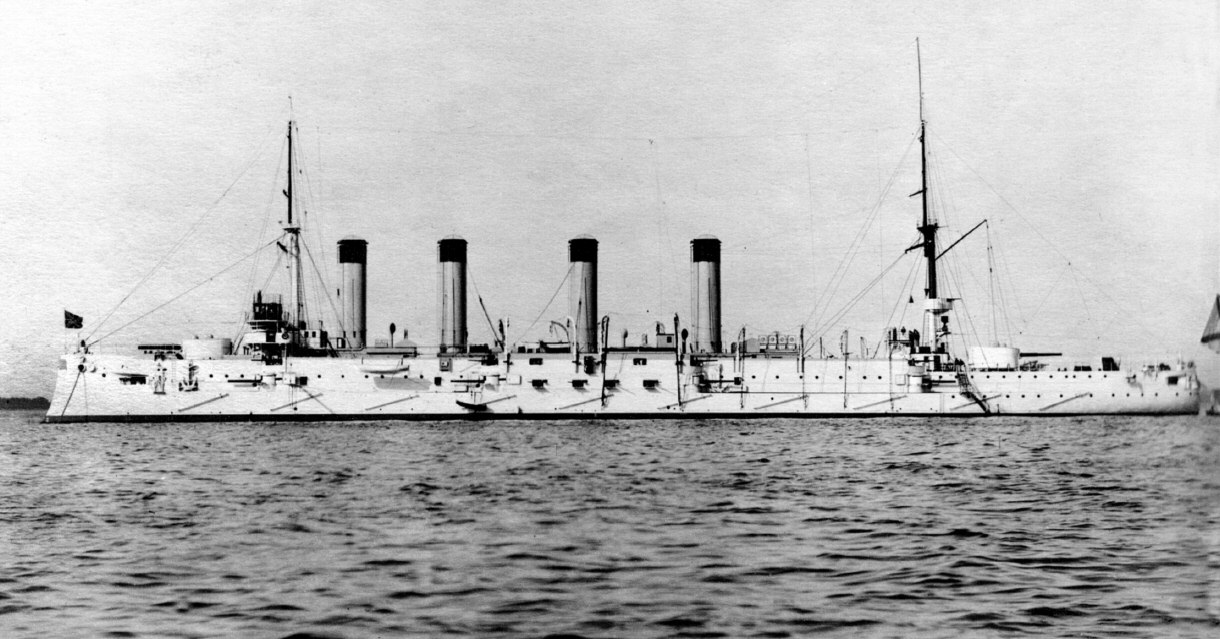
„Bajan” w 1903 roku

Bajan (Баян), później Aso – rosyjski krążownik pancerny z początku XX wieku, główny okręt typu Bajan. Służył podczas wojny rosyjsko-japońskiej w 1904 roku, działając pod Port Artur. Po zdobyciu przez Japończyków w Port Artur w 1905 roku, służył następnie we flocie japońskiej do 1930 roku pod nazwą „Aso”, przebudowany pod koniec służby na stawiacz min. Nazwę „Bajan” nosił po nim w Rosji drugi krążownik tego samego typu.
Wyporność okrętu wynosiła około 8000 ton. Główne uzbrojenie stanowiły dwa działa kalibru 203 mm w wieżach oraz osiem dział kalibru 152 mm w kazamatach. Napędzały go maszyny parowe, pozwalające na przekroczenie prędkości 20 węzłów.

## Projekt
„Bajan” był jedynym nowoczesnym przedstawicielem klasy krążowników pancernych zamówionym dla floty rosyjskiej przed wybuchem wojny rosyjsko-japońskiej. W przeciwieństwie do Japonii, marynarka rosyjska skupiała się przede wszystkim na budowie względnie dużych krążowników pancernopokładowych, które jednak okazały się znacznie mniej użyteczne w warunkach bojowych z powodu słabszej osłony burt przed pociskami wybuchowymi. Nowy krążownik pancerny, umiarkowanej wielkości, o uzbrojeniu głównym składającym się z 2 dział kalibru 203 mm w wieżach, zdecydowano się zamówić we Francji. Spośród trzech projektów, wybrano projekt Amable Lagane'a oferowany przez stocznię Société Nouvelle des Forges et Chantiers de la Méditerranée (FCM) w La Seyne-sur-Mer koło Tulonu.
Po wprowadzeniu pewnych zmian w projekcie, kontrakt na budowę został podpisany 25 czerwca 1898 roku, a 21 grudnia 1898 roku okręt został nazwany „Bajan” (daty w tej sekcji w kalendarzu juliańskim). Cena kontraktowa wynosiła 16 400 000 franków (6 142 300 rubli), bez uzbrojenia dostarczanego przez Rosję. 11 stycznia 1899 roku „Bajan” został wciągnięty na listę floty, zastępując wycofaną 10 stycznia szkolną korwetę o tej nazwie, pochodzącej od legendarnego poety i wieszcza Bojana (Bajana).

## Budowa
Budowę krążownika rozpoczęto w listopadzie 1898 roku, lecz oficjalne położenie stępki nastąpiło dopiero 26 czerwca 1899 roku (wraz z pancernikiem „Cesariewicz”), gdy dno było już wykonane. Okręt wodowano uroczyście 30 maja 1900 roku, przy obecności na pokładzie przybyłej z Paryża wielkiej księżnej Anastazji Michajłowny. 29 marca 1901 roku budowane dla Rosji okręty odwiedził prezydent Francji Émile Loubet, odznaczając przy tym rosyjskich oficerów. Maszyny parowe wykonały zakłady z Marsylii, a kotły – z Saint-Denis pod Paryżem. Zakończenie budowy, planowane na 8 lipca 1901 roku, przeciągnęło się głównie z powodu opóźnień w dostarczeniu płyt pancernych o wymaganej jakości (wykonywanych przez kilka zakładów, m.in. Saint-Chamond). Dotyczyło to zwłaszcza pancerza wież, który musiał ostatecznie zostać zamówiony w innych firmach i został zamontowany na początku roku 1902. W kwietniu 1902 roku na okręt przybyła rosyjska załoga, a w maju rozpoczęły się próby morskie i usuwanie dostrzeżonych usterek. Od września prowadzono próby artylerii. Po koniecznych poprawkach kotłów, krążownik osiągnął podczas prób odbiorczych w grudniu największą prędkość 20,97 węzła. Okręt został przyjęty przez odbiorcę 16 grudnia 1902 roku; bez naliczania kar za opóźnienie, które usprawiedliwiono późnym dostarczeniem pancerza.

## Skrócony opis

### Uzbrojenie
Uzbrojenie główne w postaci dwóch dział kalibru 203 mm, o długości lufy 45 kalibrów (L/45), umieszczone było w dwóch jednodziałowych wieżach na dziobie i rufie, w osi podłużnej okrętu. Zapas amunicji wynosił 100 pocisków na działo. Donośność pocisków burzących i przeciwpancernych o masie 87,73 kg wynosiła 12,2 km. Artylerię średnią stanowiło 8 dział 152 mm L/45 systemu Canet rozmieszczonych w opancerzonych kazamatach na burtach (po 4 na burtę). Uzbrojenie pomocnicze obejmowało 20 dział 75 mm L/50 (po 10 na każdej z burt), 8 dział 47 mm Hotchkiss, w tym 2 na marsie bojowym masztu rufowego, i dwie armaty 37 mm, montowane na kutrach lub łodziach. Dla oddziałów desantowych, okręt dysponował dwoma armatami 63,5 mm Baranowskiego na lawecie lądowej.
Uzbrojenie uzupełniały, mało przydatne w praktyce, dwie podwodne stałe wyrzutnie torped kalibru 381 mm, umieszczone w burtach, z zapasem po 3 torpedy. Ponadto, dwa kutry parowe krążownika mogły przenosić demontowalne miotacze min (rodzaj torped bez własnego napędu, wystrzeliwanych z wyrzutni, o małym zasięgu).

### Skrócony opis konstrukcji
Opancerzenie burt obejmowało główny pas pancerny na linii wodnej, wysokości 1,8 m, o grubości maksymalnej 200 mm na śródokręciu, zmniejszającej się na krańcach do 100 mm, rozciągający się od dziobu za wieżę rufową. Grubość pasa ponadto malała w jego dolnej części, do 100 mm na śródokręciu. Nad pasem głównym był nieco krótszy pas górny grubości 60 mm, taką samą grubość pancerza miały kazamaty dział znajdujące się ponad nim. Wewnętrzny pokład pancerny miał grubość 30 mm. Wieże dział miały pancerz pionowy 150 mm (dach 30 mm), a wieża dowodzenia miała pancerz grubości 160 mm (dach 30 mm). Pancerz pionowy wykonany był ze stali utwardzanej metodą Harveya.
Napęd stanowiły dwie czterocylindrowe pionowe maszyny parowe potrójnego rozprężania, napędzające bezpośrednio po jednej śrubie, o łącznej kontraktowej mocy indykowanej 16 500 KM. Na próbach stoczniowych w 1902 roku maszyny rozwinęły średnią moc 16 848 KM. Parę dla maszyn dawało 26 kotłów wodnorurkowych systemu Belleville, rozmieszczonych w czterech kotłowniach. Spaliny odprowadzane były przez cztery wysokie, proste, szeroko rozstawione kominy. Zapas paliwa – węgla – wynosił 750 ton, maksymalnie 1020 ton. Zasięg wynosił 3900 mil morskich przy prędkości 10 węzłów lub 2325 mil morskich przy 13,8 węzła z normalnym zapasem węgla.

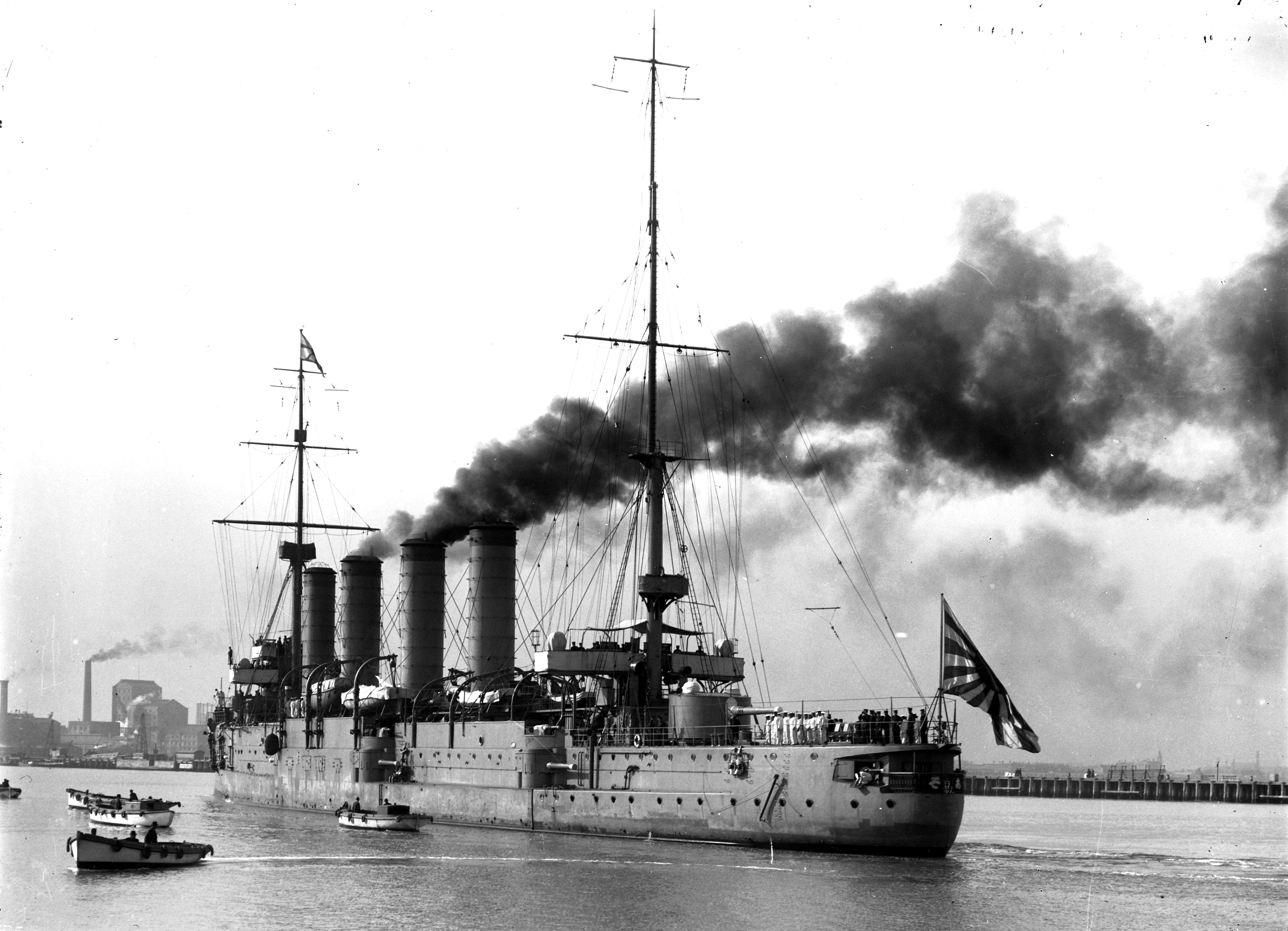
„Bajan” jako japoński „Aso” w 1915 roku. Zwraca uwagę galeryjka admiralska na rufie i działo 76 mm (oryginalnie 75 mm) obok niej.

Z elementów konstrukcji i wyposażenia odróżniających od siebie okręty tego typu, „Bajan” posiadał dwa wysokie maszty, o podobnej konstrukcji, służące głównie do sygnalizacji. Na rufowym maszcie była umieszczona platforma z dwoma działkami 47 mm (mars bojowy), na wysokości 12,8 m nad wodą. Okręt miał 6 ruchomych reflektorów o średnicy 75 cm, z tego jeden kursowy w górnej części dziobnicy (za otwieranymi drzwiczkami), dwa na skrzydłach mostka, dwa na burtach na śródokręciu i jeden na platformie na maszcie rufowym. W przeciwieństwie do późniejszych okrętów tego typu, miał też sieci przeciwtorpedowe, które mogły być rozpinane w czasie postoju na 10 składanych wytykach na każdej z burt. W skład łodzi okrętowych „Bajana” wchodziły dwa kutry parowe (długości 10,97 m) i 9 łodzi wiosłowych różnej wielkości. Okręt miał 4 kotwice Halla. Tak, jak inne okręty sprzed wojny rosyjsko-japońskiej, „Bajan” nie posiadał dalmierzy, lecz był wyposażony w radiostację, umożliwiającą łączność na odległość 90-100 mil morskich – był jednym z najlepszych okrętów I Eskadry Pacyfiku pod względem łączności radiowej. Załoga zgodnie z pierwotnym etatem obejmowała 569 osób, w tym 20 oficerów (stan załogi był zmienny i spotykane też są inne dane).
„Bajan” stanowił udany projekt dla końca XIX wieku, dorównujący opancerzeniem posiadanym przez Japonię większym krążownikom pancernym (typu Asama i pochodnym). Miał od nich też lepszą dzielność morską, nie ustępując im w praktyce w prędkości. W porównaniu z nimi, miał o połowę słabsze uzbrojenie główne (2 działa 203 mm i 8 dział 152 mm wobec 4 dział 203 mm i 14 dział 152 mm), lecz był budowany według innej koncepcji – miał służyć głównie do dalekiego rozpoznania i zwalczania używanych w tym celu krążowników przeciwnika, a nie do walki w składzie zespołów floty z okrętami tej samej klasy i pancernikami. Mimo to, cele te wypełniał również w sposób udany, nawiązując niejednokrotnie walkę z silniejszymi okrętami i będąc niewątpliwie najlepszym rosyjskim krążownikiem pancernym okresu wojny rosyjsko-japońskiej.
Z uwagi na wyższy koszt budowy od krążowników pancernopokładowych, rząd rosyjski nie budował przed wojną z Japonią dalszych krążowników pancernych. Dopiero na skutek udanych działań „Bajana” podczas wojny, rząd zamówił w 1905 roku trzy dalsze, nieco tylko ulepszone krążowniki: „Admirał Makarow”, „Bajan” (II) i „Pałłada” (II), przez co typ ten stał się najliczniejszym typem krążowników floty carskiej.

## Służba w Rosji
Daty w nawiasach w kalendarzu juliańskim (starego stylu)

### Początek służby

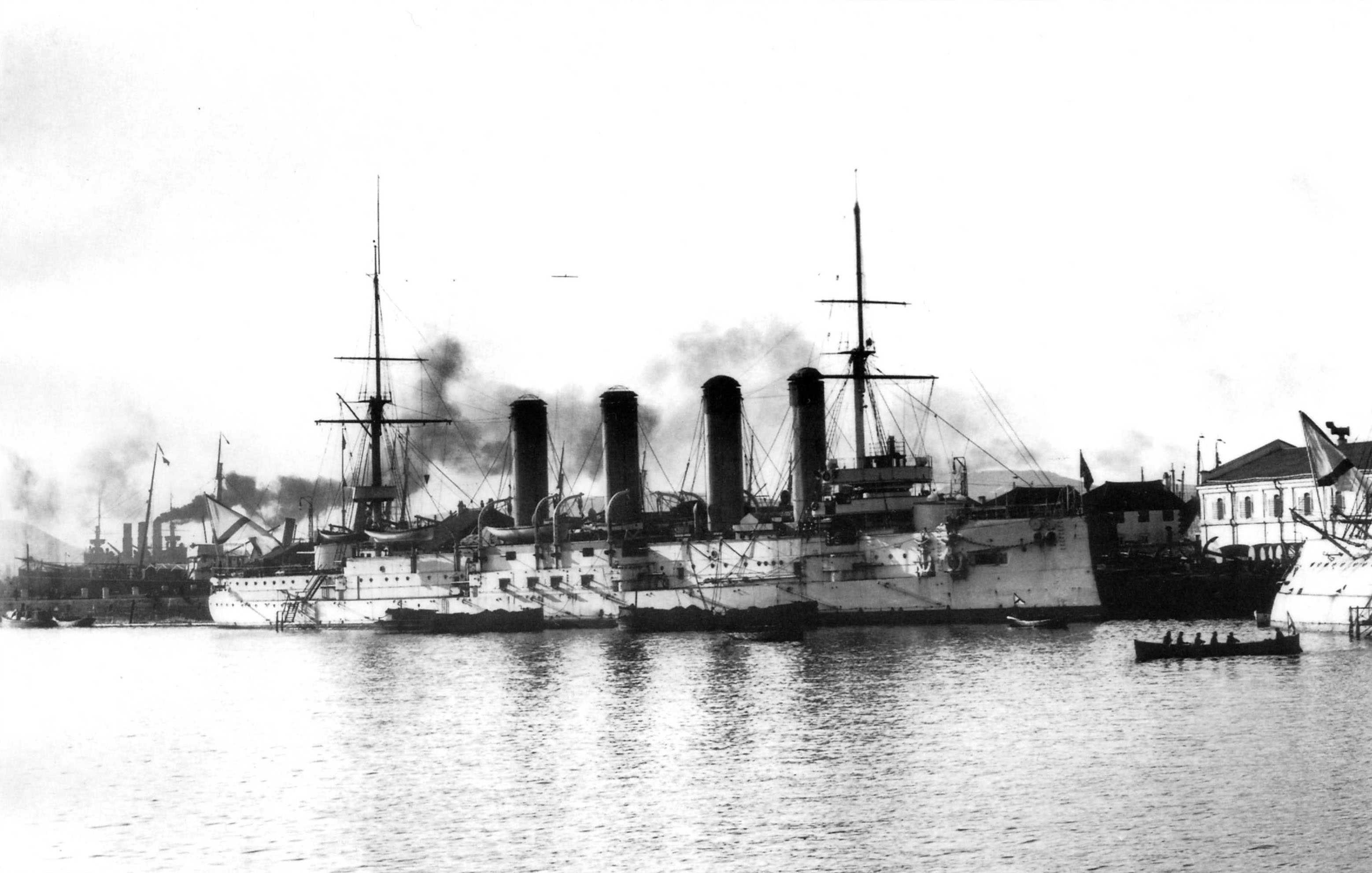
„Bajan” wkrótce po przybyciu do Port Artur, grudzień 1903 r.

Pierwszym dowódcą okrętu został komandor Robert Wiren. Po wejściu do służby rosyjskiej 14 (1) stycznia 1903 roku w Tulonie, „Bajan” początkowo pozostał na Morzu Śródziemnym, w składzie samodzielnego zespołu okrętów rosyjskich na Morzu Śródziemnym kadm. A. Krigiera, przebywającego w Pireusie w Grecji. 9 marca (24 lutego) okręt odwiedziła królowa Grecji Olga. W marcu okręt posłużył jako jacht rodziny cesarskiej, przewożąc wielkiego księcia Borysa z Brindisi do Pireusu i z powrotem do Neapolu. Brał następnie w kwietniu udział w uroczystościach na cześć prezydenta Francji w Algierze. 19 (6) kwietnia „Bajan” przybył do Tulonu celem naprawy uszkodzeń, jakich doznał podczas silnego mistralu na morzu, po czym po 10 dniach wypłynął do Rosji, docierając 19 (6) czerwca do Kronsztadu. Był to jedyny i krótki pobyt krążownika na wodach ojczystych, gdyż już 7 sierpnia (25 lipca) 1903 roku wypłynął z Bałtyku na Daleki Wschód, w skład Eskadry Oceanu Spokojnego (początkowo płynąc wraz z pancernikiem „Oslabia”). Na Poros w Grecji „Bajan” spotkał się z pancernikiem „Cesariewicz” (zbudowanym w tej samej stoczni), po czym oba okręty, przepływając w październiku przez Kanał Sueski, dotarły 2 grudnia (19 listopada) 1903 roku do bazy Port Artur. Jeszcze przed końcem roku okręt przemalowano z białego malowania tropikalnego na bojowe oliwkowozielone.

### Wojna z Japonią: styczeń – maj 1904 roku
Podczas pierwszej fazy wojny japońsko-rosyjskiej, „Bajan” aktywnie uczestniczył w walkach z japońską flotą pod Port Arturem. Uniknął uszkodzenia w otwierającym wojnę japońskim ataku torpedowym na flotę rosyjską na redzie Port Artura w nocy 8-9 lutego 1904 roku (26-27 stycznia), pomimo że stał na kotwicy od strony morza. Dowódca „Bajana” wcześniej był wśród oficerów wskazujących na niebezpieczeństwo bazowania floty na odkrytej redzie i celowość stawiania sieci przeciwtorpedowych, co nie zostało zrealizowane przez dowództwo. Podczas następnej dziennej bitwy pod Port Arturem 9 lutego, wstąpił jako pierwszy w bój z japońskimi siłami głównymi, podchodząc do nich jedynie na 19 kabli (najbliżej z rosyjskich ciężkich okrętów) i ostrzeliwując flagowy pancernik „Mikasa”. W dalszym toku starcia ostrzeliwał krążowniki „Izumo” i „Yoshino”. Po odwrocie sił japońskich dowódca „Bajana” zamierzał udać się w pościg za ostatnimi krążownikami, lecz głównodowodzący flotą rosyjską wiceadmirał Stark rozkazał mu powrócić do szyku. W toku bitwy „Bajan” otrzymał 9 trafień pocisków średniego i dużego kalibru, padających głównie w nieopancerzoną część rufową, a jego nadbudówki, kominy i wyposażenie ucierpiały od licznych odłamków (ponad 2000), lecz odniesione uszkodzenia nie były poważne i nie wpływały znacząco na zdolność do walki. Na miejscu lub od ran zginęło tylko 6 marynarzy, a 35 odniosło rany, natomiast uszkodzeniu uległy m.in. 3 działa 75 mm. Krążownik wystrzelił 28 pocisków 203 mm, 100 – 152 mm i 160 – 75 mm; według rosyjskich relacji, uzyskując trafienia. Za tę walkę dowódca został wyróżniony złotą szablą „Za waleczność”, a kilku innych członków załogi otrzymało odznaczenia. Przez dwie kolejne noce okręt jeszcze dozorował na morzu, po czym dopiero udał się do bazy na remont uszkodzeń, usuniętych w ciągu kilku dni.
W ciągu kolejnego miesiąca „Bajan” patrolował wokół twierdzy i osłaniał powracające z patroli lżejsze jednostki. Osłaniając powrót do bazy niszczycieli i krążownika „Nowik” rano 24 (11) lutego, „Bajan” pod flagą kadm. Michaiła Mołasa wraz z krążownikiem „Askold” wziął udział w krótkim starciu z japońskimi krążownikami kadm. Dewy. Następnego dnia rano, ponownie osłaniając powrót niszczycieli, uczestniczył z krążownikami „Askold” i „Nowik” w starciu artyleryjskim z pancernikami japońskich sił głównych, pod osłoną baterii nadbrzeżnych. Niszczyciel „Biesstrasznyj” powrócił do bazy, ale „Wnuszytielnyj” nie zdołał się przebić i został zniszczony. Krążowniki rosyjskie odniosły lekkie uszkodzenia. Po przybyciu nowego dowódcy Eskadry Pacyfiku admirała Makarowa, flota rosyjska wzmogła aktywność i „Bajan” w marcu i kwietniu czterokrotnie brał udział w wyjściach floty w morze (bez starć z nieprzyjacielem) i osłaniał operacje minowania. 11 marca (26 lutego) wraz z „Nowikiem” wyszedł w morze na pomoc niszczycielowi „Stierieguszczij”, lecz okręty nie zdążyły dojść przed jego zatopieniem przez Japończyków. Rano 13 kwietnia (31 marca) „Bajan” samotnie wyszedł na ratunek niszczycielowi „Strasznyj”, atakowanemu przez japońskie niszczyciele, po czym pod ogniem podchodzących sześciu japońskich krążowników uratował 5 rozbitków ze „Strasznego” i powrócił do bazy. Odniósł w czasie akcji jedynie drobne uszkodzenia od odłamków, sam wystrzelił 8 pocisków 203 mm i 23 – 152 mm, bez trafień. Komandor Wiren został odznaczony za tę akcję Orderem św. Jerzego 4 stopnia, a trzech oficerów otrzymało inne ordery (w tym kapitan Mikołaj Podgórski). Jeszcze tego samego rana „Bajan” wziął udział w wyjściu części głównych sił floty w celu uratowania pozostałych rozbitków (wraz z pancernikami „Pietropawłowsk” i „Połtawa” oraz krążownikiem „Askold”). Jako pierwszy wykrył okręty japońskie i rozpoczął z nimi potyczkę, jednakże siły rosyjskie odeszły pod twierdzę z uwagi na przewagę liczebną wroga (podczas powrotu doszło do zatonięcia na minie „Pietropawłowska” z adm. Stiepanem Makarowem na pokładzie).

### Wojna z Japonią: czerwiec – grudzień 1904 roku
Aktywność floty rosyjskiej po tym wydarzeniu zmalała. 23 (10) czerwca „Bajan” wziął udział w pierwszej próbie przedarcia się eskadry do Władywostoku, zakończonej zawróceniem Rosjan po natknięciu się na siły japońskie. Nocą tego dnia na redzie Port Artur „Bajan” brał udział w odpieraniu ataków torpedowych niszczycieli. 9 lipca (26 czerwca) „Bajan” z pancernikiem „Połtawa” i innymi okrętami wyszedł z portu celem ostrzeliwania japońskich pozycji na lądzie oraz wspierających ich krążowników „Itsukushima” i „Hashidate”, które na skutek tego odeszły w morze. 17 (4 lipca) dozorujący „Bajan” ostrzeliwał japońskie lekkie siły trałujące miny w zatoce Tahe. 26 (13) lipca „Bajan” z mniejszymi okrętami ponownie wyszedł w morze do zatoki Tahe celem ostrzeliwania japońskich pozycji na lądzie. Doszło wówczas do krótkiej walki z japońskimi okrętami ostrzeliwującymi wybrzeże (starsze krążowniki „Matsushima”, „Itsukushima”, „Hashidate” i stary pancernik „Chin’en”), podczas której „Bajan” wystrzelił 6 pocisków 203 mm i 15 – 152 mm i uszkodził lekko w rufę pociskiem 203 mm krążownik „Itsukushima”.
Podczas kolejnej akcji wsparcia wojsk 27 (14) lipca (z pancernikiem „Retwizan”), „Bajan” usiłował zaatakować krążowniki pancerne „Nisshin” i „Kasuga”, ostrzeliwujące rosyjskie okręty z maksymalnej odległości, lecz odeszły one nie podejmując walki. Podczas powrotu, „Bajan” wszedł pod Port Artur na minę. Wybuch z prawej burty spowodował zalanie pierwszej kotłowni i zasobni węgla i nabranie ok. 800 ton wody, lecz doszedł do bazy o własnych siłach. Okręt był naprawiany w doku w Port Artur do 28 (15) września i dlatego nie wziął udziału w bitwie na Morzu Żółtym 10 sierpnia. W tym czasie, zdjęto z niego 8 dział 152 mm, 8 dział 75 mm i lekkie działa, które umieszczono na innych okrętach oraz pozycjach lądowych. Teren twierdzy zaczął być w tym okresie ostrzeliwany niekorygowanym ogniem japońskich dział lądowych i w sierpniu i wrześniu „Bajan” był kilkakrotnie trafiany pociskami, odnosząc niewielkie szkody. Od września 1904 roku, w związku z wyznaczeniem komandora Wirena na dowódcę eskadry, dowódcą „Bajana” został komandor por. Fiodor Iwanow. W tym okresie jednak aktywność rosyjskiej floty spadła prawie do zera, a część załogi „Bajana” służyła na powierzonym jej odcinku frontu lądowego. Szczególnie odznaczył się starszy oficer broni torpedowej „Bajana”, kapitan (lejtnant) Mikołaj Podgórski (polskiego pochodzenia). Przystosował on do bombardowania japońskich okopów miotacze min zdemontowane z kutrów, które wyrzucały wybuchowy pocisk na odległość ponad 70 kroków. Zaproponował też wykorzystanie do obrony przystosowanych min morskich, odpalanych lontem i 17 (4) września stoczył z góry na japoński okop pierwszą minę, wywołując spore zniszczenia. 22 (9) września Podgórski wysadził zdobyty przez Japończyków schron na Górze Wysokiej, co pozwoliło na jej odzyskanie i, według oceny rosyjskiej, odwlekło upadek twierdzy o 2 miesiące. Kuter parowy „Bajana” brał natomiast udział w trałowaniu min na redzie.

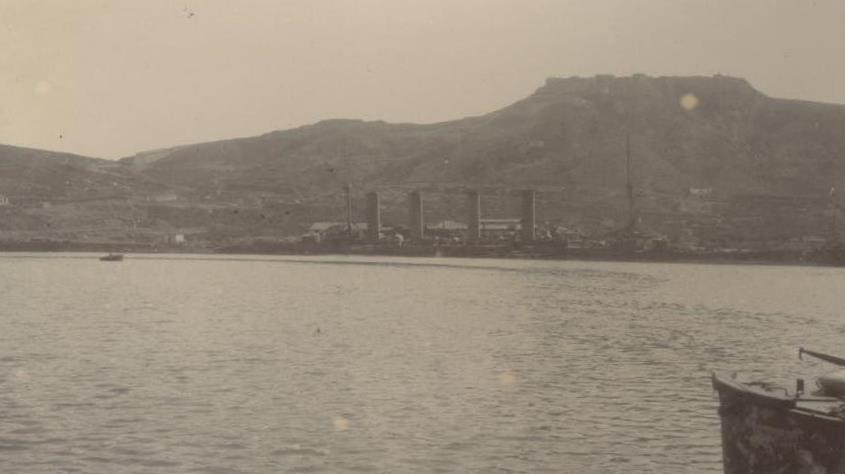
„Bajan” zatopiony w Port Artur

Od października okręty w bazie były ostrzeliwane przez japońską ciężką artylerię, m.in. 10 października (27 września) „Bajan” stojący we wschodnim basenie pod Złotą Górą został uszkodzony 4 pociskami 280 mm. Wybuchy pocisków powodowały umiarkowane szkody i śmierć kilku członków załogi, lecz uszkodzenia były usuwane i okręt zachowywał zdolność do boju i ruchu. Rano 16 (3) października dowódca wyprowadził krążownik z portu na redę, lecz manewr ten został spostrzeżony i ściągnął intensywny ostrzał, z czego 7 pocisków było celnych, wobec czego krążownik  powrócił do wschodniego basenu portu. Uszkodzona została m.in. kazamata działa. Ogółem między 27 września a 18 października (starego stylu) okręt został trafiony sześcioma pociskami kalibru 280 mm i dziesięcioma mniejszymi. 20 (7) listopada na spotkaniu dowódców zdecydowano uzupełnić „Bajana” amunicją i brakującymi działami 152 mm (zdjętymi z krążownika „Pałłada”) w celu podjęcia próby przedarcia się do Władywostoku. Nie podjęto jednak bardziej energicznych działań w kierunku realizacji tego zamiaru, a cztery działa dostarczono dopiero na początku grudnia (23-24 listopada). Od 18 (5) listopada natomiast „Bajan” swoją artylerią głównego kalibru wspierał wojska lądowe. W literaturze podkreśla się, że próba przedarcia się okrętu przez japońską blokadę do Władywostoku bądź któregoś z portów neutralnych, miałaby szanse powodzenia i byłaby lepszym wykorzystaniem okrętu. 
Aż do 6 grudnia „Bajan” kilkakrotnie prowadził z bazy ostrzał japońskich pozycji z dział 203 mm, korygowany z punktu obserwacyjnego piechoty. 5 grudnia (22 listopada) Japończycy zdobyli górę Wysoką i uzyskali ostatecznie możliwość prowadzenia korygowanego ognia na całą bazę z ciężkich dział. 8 grudnia (25 listopada) krążownik, stojący przy Nabrzeżu Węglowym wschodniego basenu, stał się celem długotrwałego ostrzału z dział kalibru 280 mm i 152 mm. Ewakuowano z niego wówczas załogę na brzeg. Na skutek przecieków oraz gaszenia pożarów, część przedziałów uległa zalaniu. 9 grudnia (26 listopada), podczas dalszego ostrzału, „Bajan” zatonął na płyciźnie, z przechyłem na lewo, trafiony ok. 10 pociskami 280 mm. 11 grudnia (28 listopada) 1904 roku opuszczono na okręcie proporzec i formalnie zakończono kampanię. Przed kapitulacją twierdzy, 1 stycznia 1905 roku (19 grudnia) kadłub „Bajana” dodatkowo został wysadzony.
Ogółem, „Bajan” wychodził w morze w 14 akcjach bojowych (z tego aż w 12 pod flagą admiralską).

## Służba w Japonii

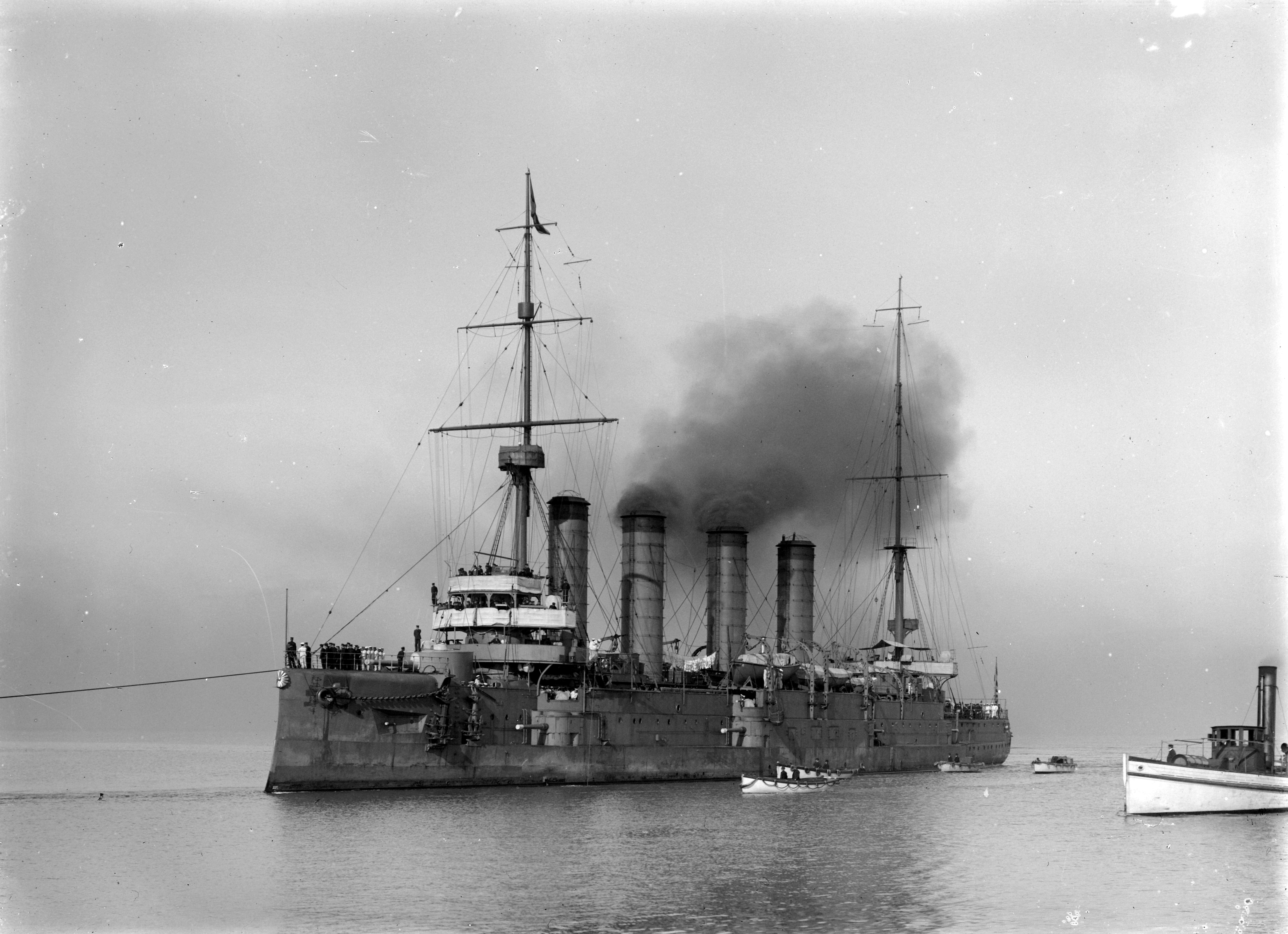
„Aso” podczas wizyty w Australii w 1915 r.

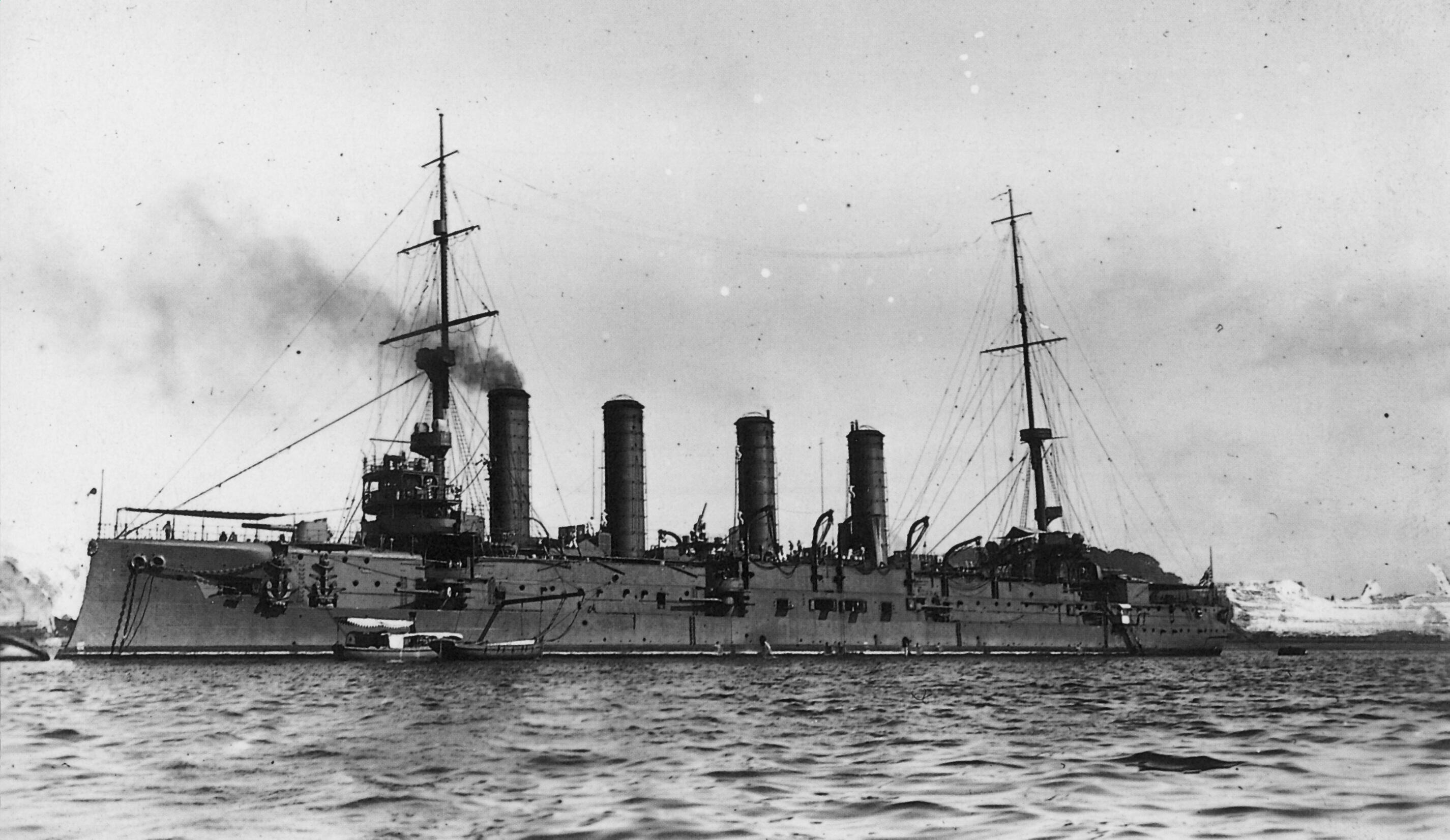
„Aso” po przezbrojeniu, w 1924 r.

Po zajęciu Port Artur 2 stycznia 1905 roku, Japończycy pod koniec roku podnieśli „Bajana” i po remoncie w latach 1906-1908 w Maizuru, wcielili go do swojej floty pod nazwą „Aso”. Uzbrojenie zamieniono na działa systemu Vickers (2 × 203 mm L/45, 8 × 152 mm L/40, 16 × 76 mm L/40 – bez czterech dział w środkowej kazamacie), a kotły na japońskie Miyabara. Otrzymał też typowe segmentowe kominy.
„Aso” wszedł 7 września 1908 roku w skład eskadry szkolnej Akademii Morskiej w Yokosuce i w latach 1909-1915 odbył cztery długie rejsy szkolne z kadetami, wszystkie w towarzystwie krążownika „Soya” (dawnego rosyjskiego „Wariaga”). W pierwszym rejsie, od 14 marca do 7 sierpnia 1909 roku, z 36. rocznikiem Akademii, okręty te odwiedziły Hawaje i Amerykę Północną (m.in. San Francisco, Vancouver i Seattle). W ciągu kolejnych trzech lat okręty te dwukrotnie odwiedziły Australię i Azję południowo-wschodnią (1 lutego – 3 lipca 1910 roku z 37. rocznikiem Akademii i 25 listopada 1911 – 28 marca 1912 roku z 39. rocznikiem Akademii), po czym 20 kwietnia 1912 roku wycofano je z eskadry szkolnej. Po ponownym przydzieleniu do eskadry szkolnej na okres od 1 grudnia 1914 roku do 1 września 1915 roku, odbyły trzeci rejs w ten sam rejon (20 kwietnia – 23 sierpnia 1915 roku z 42. rocznikiem Akademii).
Od 13 maja do 12 września 1916 roku krążownik był okrętem flagowym 1. Flotylli (Eskadry) Niszczycieli 1. Floty, a od 13 kwietnia 1917 roku do 7 lipca 1918 roku – 3. Flotylli (Eskadry) Niszczycieli 3. Floty.
W 1920 roku okręt został przebudowany w Yokosuce na stawiacz min i uzyskał możliwość zabierania 420 min. Zdjęto również wieże dział 203 mm, montując zamiast nich dwa pojedyncze działa 152 mm L/50 na podstawach z tarczami ochronnymi (według części publikacji, działa 203 mm zdjęto już w 1913 roku, czemu przeczą zdjęcia). 1 kwietnia 1930 roku został wycofany ze służby, a następnie przekształcony w okręt-cel, oznaczony „Hai Kan 4”. W tym charakterze został zatopiony 8 sierpnia 1932 roku ogniem krążownika ciężkiego „Myōkō”.

### Dowódcy
| Imię i nazwisko         | początek         | koniec            | uwagi                       |
| kmdr A.P. Rodionow      | 15 stycznia 1900 | 3 kwietnia 1902   | podczas budowy              |
| kmdr Robert Wiren       | 3 kwietnia 1902  | 24 sierpnia 1904  | formalnie od 25 lutego 1902 |
| kmdr por. Fiodor Iwanow | 24 sierpnia 1904 | 26 listopada 1904 | [ 32 ]                      |

Oryginalne nazwy stopni: kapitan 2-go ranga (komandor porucznik), kapitan 1-go ranga (komandor)

## Dane techniczne
- wyporność: normalna – 7802,6 t, pełna – 8237,7 t
- wymiary:
  - długość: 137 m
  - szerokość: 17,6 m
  - zanurzenie: 6,7 – 7 m
- siłownia: 2 pionowe 4-cylindrowe maszyny parowe potrójnego rozprężania o mocy łącznej 16 500 KM, 26 kotłów parowych Belleville, 2 śruby napędowe
- prędkość maksymalna: 20,5 węzła
- zapas paliwa: 1020 t węgla
- zasięg: 3900 mil morskich / 10 w., 2100 Mm / 14 w.
- załoga: 528 (inne dane 573)

### Uzbrojenie
- 2 działa kaliber 203,2 mm Zakładów Obuchowskich wz. 1892 w wieżach na dziobie i rufie (2 x I)
  - długość lufy L/45 (45 kalibrów), masa pocisku 87,8 kg, donośność 12 270 m, maksymalne podniesienie 18°, kąt ostrzału w poziomie 270°, zapas amunicji po 100 pocisków na działo[6]
- 8 dział 152,4 mm Canet wz. 1890 w kazamatach (8 x I)
  - długość lufy L/45, masa pocisku 41,4 kg, donośność 11 470 m, maksymalne podniesienie 20°, zapas po 150 pocisków na działo[6]
- 20 dział 75 mm Canet wz. 1890 na podstawach Mellera (20 x I)
  - długość lufy L/50, masa pocisku 4,9 kg, donośność 6415 m (przy podniesieniu 13°), maksymalne podniesienie 20°, zapas po 250 pocisków na działo[6]
- 8 dział 47 mm Hotchkiss
- 2 działa 37 mm Hotchkiss (na kutrach parowych)
- 2 działa  63,5 mm Baranowskiego wz. 1882 (przewożone na okręcie, dla oddziałów desantowych)
- 2 stałe podwodne burtowe wyrzutnie torpedowe 381 mm, 6 torped wz. 1898

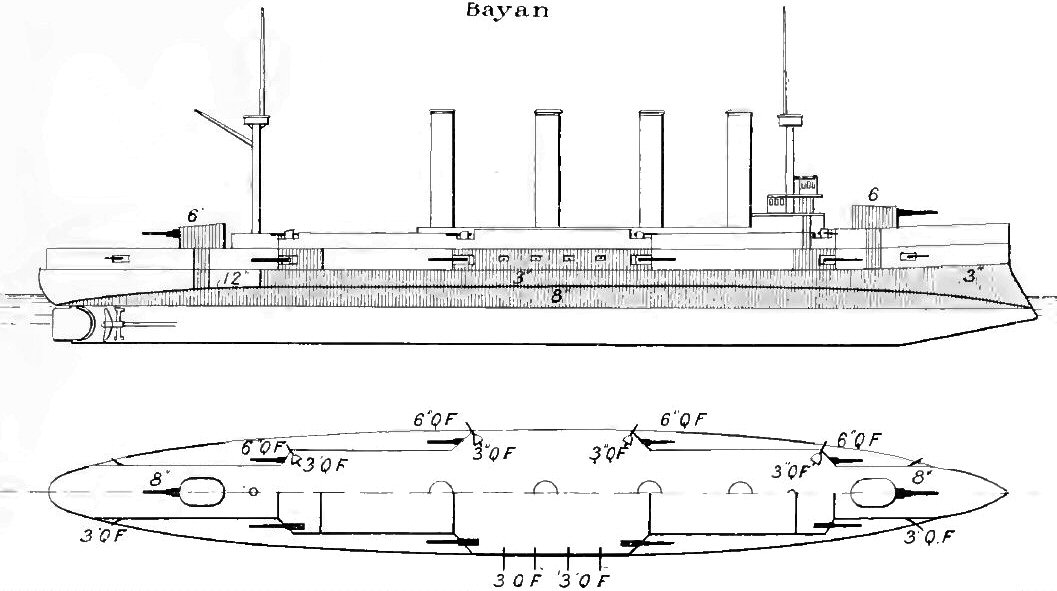
Uproszczony schemat opancerzenia „Bajana”

- 2 kutry parowe z miotaczami min
- masa salwy burtowej: 342 kg

### Opancerzenie
(stal pancerna Harveya)
- burty:
  - pas pancerny na linii wodnej: 100-200 mm (wymiary 115 × 1,8 m)
  - górny pas pancerny: 80 mm
  - kazamaty: 80 mm
- pokład pancerny: 30 mm
- wieże dział artylerii głównej: 150 mm
- stanowisko dowodzenia(inne języki): 160 mm
- masa – 1449 t